# Tribosphenomys
Tribosphenomys — рід вимерлих гризунів, що жили в пізньому палеоцені в Північному Китаї та Монголії.